# Theatres des Vampires
Theatres des Vampires (фр. «Театр Вампірів») — італійський гурт, що грає в стилі готичний метал (ранні альбоми — у стилі мелодик- і симфонік-блек-метал. Домінуючою в піснях і сценічних образах гурту є яскраво виражена тематика вампірів.
Назву гурт отримав на честь театра з роману «Інтерв'ю з вампіром» письменниці Енн Райс. Стиль гурту називають «vampiric metal» («вампірський метал»), хоча це стосується не стільки музики, скільки текстів і сценічного шоу.

## Історія

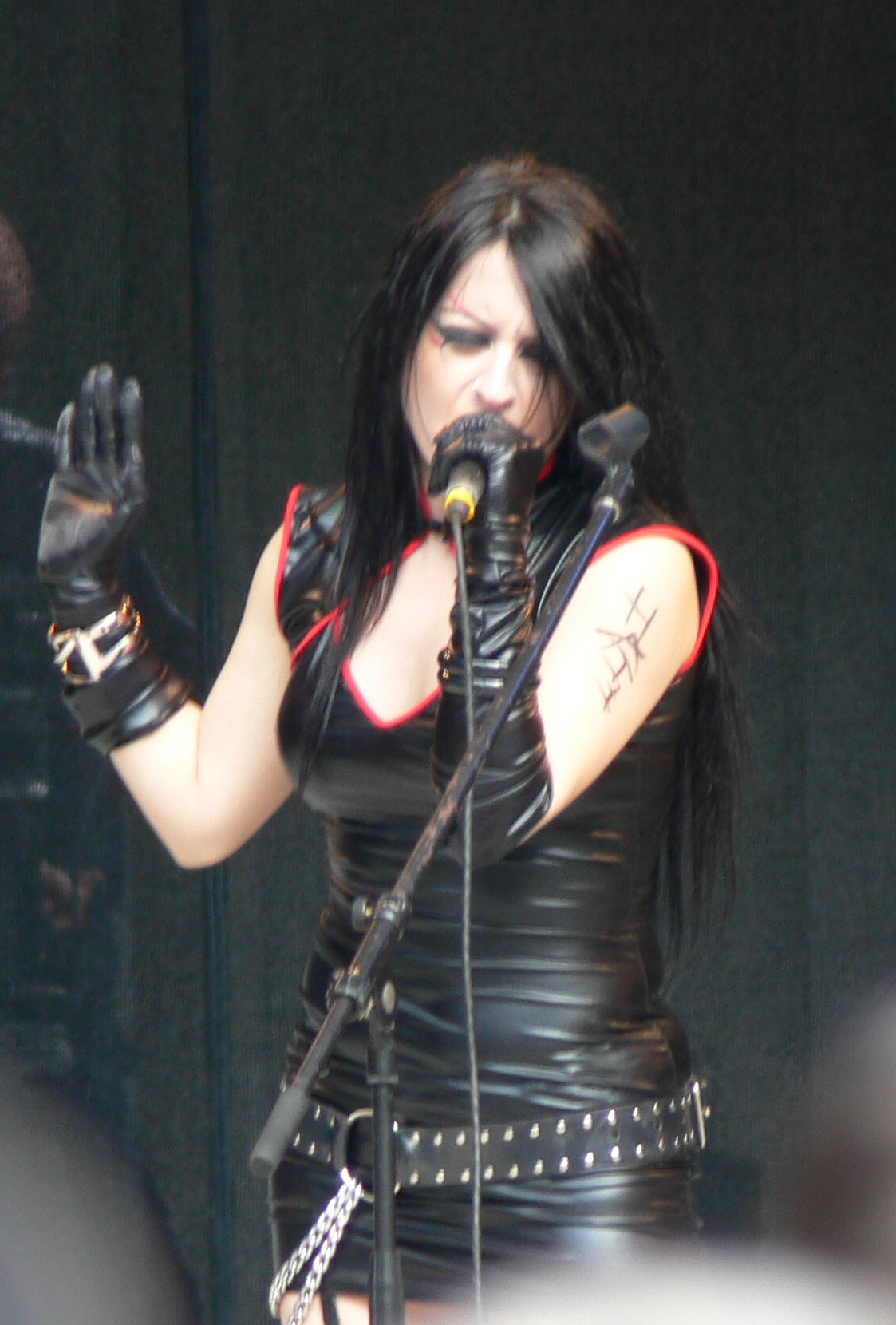
Соня Скарлет у 2006.

«Theatres des Vampires» заснував у 1994 році колишній учасник гурту «Sepolcrum» (пізніше перейменованого в «VII Arcano») Алессандро «Lord Vampyr» Нунціаті. В 1995 році гурт випустив демо-альбом «Nosferatu, eine Simphonie des Grauens», але оскільки на початку існування гурту його склад постійно мінявся, перший повноформатний студійний альбом «Vampyrìsme, Nècrophilie, Nècrosadisme, Nècrophagie» Нунціаті записав у 1996 майже повністю самостійно. На той момент група грала симфонічний блек-метал. Автором пісень був Алессандро Нунціаті, і саме він задав гурту його фірмову вампірську тематику. Одержимість Нунціаті «романтикою вампірізму» вилилася в створення образу готичного вампіра, який разом із текстами його пісень та атмосферою музики надалі значною мірою сприяв здобуттю великої кількості шанувальників.
Протягом запису альбому до гурта приєднався гітарист Роберто «Count Morgoth» Куфаро (також колишній учасник «Sepolcrum»), трохи пізніше — клавішник Фабіан «Necros» Варезі. У 1999 році гурт, що на той момент зібрав стабільний склад, записав альбом «The Vampire Chronicles», під час якого до нього приєдналася також друга вокалістка Анна «Justine» Церічеллі. Звучання альбому поєднує блек-метал з елементами готики. У сценічному образу гурту остаточно сформувалася вампірська естетика, значною мірою сприявши здобуттю їх фан-бази.
Третій альбом, «Bloody Lunatic Asylum», був випущений у 2001 році. Гурт широко давав концерти, в тому числі виступивши разом з такими гуртами, як «Iron Maiden», «Children of Bodom» і «In Flames» серед інших. В цей же період до гурту приєдналася в ролі бек-вокалістки його майбутня фронтвумен Соня «Scarlett» Сіккарді. В тому ж році Justine залишила гурт, щоб продовжити роботу у своєму дарквейв-дуеті з Роберто Конфорті «Pulcher Femina», заснованому в 1997.
В 2002 вийшов четвертий альбом «Suicide Vampire», що закріпив комерційний успіх групи. До нього повинна була увійти пісня «I Can't Get You Out of My Grave» — переінакшена версія хіта Кайлі Міноуг «I Can't Get You Out Of My Head», але через юридичні проблеми з виконавицею оригінальної версії пісню було випущено лише на збірці в 2003.
У 2003 році група гастролювала по Європі разом з гуртом «Christian Death», що позитивно вплинуло на її популярність. В тому ж році було записано п'ятий студійний альбом «Vampyrìsme…» — дебютний альбом гурту, записаний повністю заново, в переаранжуванні і з голосом Соні Скарлет. У двох бонусних записах взяли участь гості: вокаліст «Christian Death» Валор Канд (бек-вокал у (кавер-версії пісні цього гурту «Lacrima Christi») і колишній гітарист «Cradle of Filth» Джан Пірас (гітара у пісні «The Enchanted Forest»).
У 2004 році було випущено шостий, концептуальний альбом «Nightbreed of Macabria», музика якого являє собою симфонічний/готичний метал без впливу блек-металу. Під час роботи над альбомом виникли творчі протиріччя між Алессандро Нунціаті і Сонею Скарлет, внаслідок яких він у тому ж році покинув гурт. Таким чином, Скарлет стала єдиною вокалісткою та фронтвумен.
У червні 2005 року група підписала контракт з лейблом «Aural Music». 28 листопада випущено сьомий альбом «Pleasure and Pain», випущений в Європі, Південній Америці, США, Росії та Японії. У цьому альбомі взяли участь такі гості, як Flegias з «Necrodeath» і «CADAVERIA» (скрімінг у пісні «Forever in Death»), Dhilorz з «Ancient» (скрімінг у пісні «Black Mirror»), Nicholas з «Ensoph» (чистий вокал у «Pleasure and Pain») і Джампаоло Капріно зі «Stormlord» (чистий вокал у всіх піснях). Крім того, Бруно Крамм з «Das Ich» зробив ремікс на пісню «Pleasure and Pain», включений в альбом бонустреком.
Гурт брав участь у численних фестивалях, зокрема Vampyria III у Лондоні в 1999, Gods of Metal у Монці в 2000 році, Wave-Gotik-Treffen у Лейпцигу в 2003 і 2006 роках, Gotham в Лондоні в 2004 та Metal Female Voices Fest у Візе в 2006.
Неодноразово гурт стикався з певними труднощами через реакцію на свої виступи. У 2003 році в Італії єпископ освятив місце, де виступали «Theatres des Vampires», і намагався вигнати з нього бісів. Скарлет на сцені іноді наносить собі порізи бритвами і частує шанувальників своєю кров'ю, обіцяючи їм дар безсмертя. У 2005 році під час виступів в клубах Англії організатори заборонили їй це робити, оскільки подібні дії порушують англійські закони проти підбурювання до самогубства. 
В 2006 групу покинув гітарист Роберт Куфаро. Його замінив Стефан Бенфанте. У жовтні того року вийшов перший концертний DVD із останнього туру гурту «The Addiction Tour 2006». 19 березня 2007 року було випущено подвійний компакт-диск «Desire of Damnation», що включав живі записи з цього туру, а також кілька нових пісень у студійному записі і реміксів.
У травні 2008 «Theatres des Vampires» провели гастролі у Мексиці, Бразилії та Росії. Весь російський і європейський тур був записаний на відео з професійним цифровим аудіообладнанням. Після завершення туру гурт випустив восьмий альбом, «Anima Noir», в якому стиль гурту був помітно змінений додаванням електронної музики — отриманий результат можна охарактеризувати як індастріал і дарквейв. У листопаді 2008 гурт оголосив тривалу перерву через погіршення здоров'я вокалістки внаслідок нервового зриву.
У 2011 році гурт відновив діяльність. 14 січня на лейблі «Aural Music» було випущено дев'ятий студійний альбом «Moonlight Waltz». Стиль знову повернувся до симфонічному напрямку, на запису було використано повний оркестр. У записі також взяли участь такі гості як Снові Шоу, гурт та Ева Брезникар з «Laibach». У кінці серпня було знято музичне відео на пісню «Carmilla».
У 2016 році гурт підписала контракт із лейблом Scarlet Records, на якому 14 жовтня було випущено 10-й альбом — «Candyland». В записі взяли участь Біллі Купер з гурту JTR Sickert (пісня «Delusional Denial») і Фернандо Рібейро з «Moonspell» (пісня «Seventh Room»). Тексти і музику всіх пісень написала Соня Скарлет (крім «Photographic», оскільки це кавер на пісню «Depeche Mode»).
25 липня 2017 на своїй офіційній сторінці у Facebook «Theatres des Vampires» повідомили, що новим гітаристом гурту став Флавіо Джанелла.
У 2021 вийшов альбом «In Nomine Sanguinis».

## Учасники

### Поточні
- Соня Сікарді «Sonya Scarlet» — жіночий/бек-вокал (1999—2004), основний вокал (2004–дотепер)
- Флавіо Джанелло — гітара (2017–дотепер)
- Сімон Ліхой «Blutsauger» — бас, бек-вокал (1997— дотепер)
- Габріель Валеріо «Blasfemator» — ударні, бек-вокал (1997—дотепер)

### Колишні
- Алессандро Нунціаті «Lord Vampyr» — гітара (1994—1998), вокал (1994—2004), клавішні (перший і другий альбоми)
- Анна Консуело Церічеллі («Justine») — жіночий вокал, бек-вокал (1999—2002); написала деякі тексти для альбому «Fallen Angel». В 2008 під час виступу «Theaters des Vampires» в концертному залі «Stazione Birra» гостею була запрошена на сцену і разом із Сонею Скарлет виконала пісню «Love Never Dies».
- Роберто Куфаро «Count Morgoth» — клавішні (перший альбом), гітари (2002—2006)
- Фабіан Варезі «Necros» — клавішні (1997—2016, 2019)
- Енріко Де Домінічіс «Agaharet» — барабани (перший альбом)
- Алессандро Паллотта «Incubus» — гітара (1999—2002)
- «Strigoi» — гітара (1999—2001)
- «Mortifer» — гітара (2001)
- Стефан Бенфанте — гітара (2006—2016)
- Джорджо Ферранте — гітара (2016—2017)

## Дискографія

### Номерні альбоми
- Vampyrìsme, Nècrophilie, Nècrosadisme, Nècrophagie (1996)
- The Vampire Chronicles (1999)
- Bloody Lunatic Asylum (2001)
- Suicide Vampire (2002)
- Vampyrìsme… (2003)
- Nightbreed of Macabria (2004)
- Pleasure and Pain (2005)
- Anima Noir (2008)
- Moonlight Waltz (2011)
- Candyland (2016)
- In Nomine Sanguinis (2021)

### Інше
- Nosferatu, eine Simphonie des Gravens (демо, 1995)
- Iubilaeum Anno Dracula 2001 (мініальбом, 2001)
- The Blackend Collection (збірка, 2004)
- The Addiction Tour 2006 (концертний DVD, 2006)
- Desire of Damnation (подвійний концертний CD + збірка реміксів, 2007)
- Moonlight Waltz Tour 2011 (концертний CD і DVD, 2012)